# Mondolfo
Mondolfo é uma comuna italiana da região dos Marche, Província de Pesaro e Urbino, com cerca de 11.000 habitantes. Estende-se por uma área de 22 km², tendo uma densidade populacional de 500 hab/km². Faz fronteira com Castel Colonna (AN), Fano, Monterado (AN), San Costanzo, Senigália (AN).
Faz parte da rede das Aldeias mais bonitas de Itália.